# Sylwia Przybysz
Sylwia Dąbrowska z domu Przybysz (ur. 28 sierpnia 1998 w Ciechanowie) – polska piosenkarka i youtuberka. Laureatka konkursu YouTube Young Stars 2015.

## Życiorys
Uczyła się w Szkole Wizażu i Charakteryzacji Make Up Star.
Karierę muzyczną rozpoczęła w 2012, publikując covery na oficjalnym kanale w serwisie YouTube. Na pierwszym udostępnionym nagraniu wykonywała utwór Cher Lloyd „Want U Back”. Pod koniec 2014 została odkryta przez wytwórnię muzyczną My Music. 24 kwietnia 2015 zaprezentowała wideoklip do debiutanckiego singla „Plan”, w którym gościnnie zaśpiewał Mezo. Piosenka znalazła się na jej pierwszym albumie studyjnym pt. Plan, który został wydany 9 października. Wśród gości na albumie znaleźli się m.in. zespół Verba i DJ Remo. Na początku 2019 ogłosiła zakończenie współpracy z wytwórnią My Music.

## Życie prywatne
Ma trzy siostry: Olgę, Annę i Patrycję oraz brata Oskara. 25 czerwca 2022 roku poślubiła youtubera Jana Dąbrowskiego, z którym ma trzy córki: Polę (ur. 2020), Nelę (ur. 2021) i Jaśminę (ur. 2023).

## Dyskografia
Albumy
| Tytuł                          | Dane dot. albumu                            | Pozycja na liście |
| Tytuł                          | Dane dot. albumu                            | POL               |
| ------------------------------ | ------------------------------------------- | ----------------- |
| Plan                           | Data: 9 października 2015 Wydawca: My Music | 8                 |
| Związane oczy mam (oraz Verba) | Data: 29 lipca 2016 Wydawca: My Music       | 3                 |
| Tylko raz                      | Data: 9 grudnia 2016 Wydawca: My Music      | 15                |
| Czas                           | Data: 1 marca 2018 Wydawca: My Music        | 2                 |
| W moim sercu (oraz Verba)      | Data: 6 grudnia 2018 Wydawca: My Music      | 22                |

Single
| Tytuł                                                                     | Rok  | Certyfikat              | Album             |
| ------------------------------------------------------------------------- | ---- | ----------------------- | ----------------- |
| „Plan” (gościnnie: Mezo)                                                  | 2015 | POL: złota płyta        | Plan              |
| „Turn The Page”                                                           | 2015 |                         | Plan              |
| Verba – „Najważniejsza” (gościnnie: Sylwia Przybysz)                      | 2015 | POL: 2x platynowa płyta | Best of the Best  |
| „Związane oczy mam” (oraz Verba)                                          | 2016 | POL: platynowa płyta    | Związane oczy mam |
| „To dla ciebie pragnę żyć” (oraz Verba)                                   | 2016 | POL: 2x platynowa płyta | Związane oczy mam |
| „Rozmyślam noc i dzień” (oraz Verba)                                      | 2016 | POL: platynowa płyta    | Związane oczy mam |
| „Wierzyłam w nas” (oraz Verba)                                            | 2016 | POL: platynowa płyta    | Związane oczy mam |
| „Spełniaj marzenia” (oraz Jeremi Sikorski, Artur Sikorski i Sylwia Lipka) | 2016 |                         | –                 |
| „Nie poddam się” (gościnnie: Artur Sikorski)                              | 2016 | POL: złota płyta        | Tylko raz         |
| „Zmiany”                                                                  | 2016 | POL: złota płyta        | Tylko raz         |

## Teledyski
| Tytuł                                                                     | Rok  | Reżyseria    | Album     | Źródło |
| ------------------------------------------------------------------------- | ---- | ------------ | --------- | ------ |
| „Turn The Page”                                                           | 2015 | Smoła Studio | Plan      | [ 28 ] |
| „Happy End”                                                               | 2015 | Smoła Studio | Plan      | [ 29 ] |
| „Plan” (gościnnie: Mezo)                                                  | 2015 | Smoła Studio | Plan      | [ 30 ] |
| „Spełniaj marzenia” (oraz Jeremi Sikorski, Artur Sikorski i Sylwia Lipka) | 2015 | Smoła Studio | –         | [ 31 ] |
| „Zmiany”                                                                  | 2016 | Smoła Studio | Tylko raz | [ 32 ] |
| „Tylko raz”                                                               | 2016 | Smoła Studio | Tylko raz | [ 33 ] |
| „Nie poddam się” (gościnnie: Artur Sikorski)                              | 2016 | Smoła Studio | Tylko raz | [ 34 ] |
| „Pomimo”                                                                  | 2018 | Smoła Studio | Czas      | [ 35 ] |
| „Na pamięć”                                                               | 2018 | Smoła Studio | Czas      |        |